# ماسیمو تارانتینو
ماسیمو تارانتینو (انگلیسی: Massimo Tarantino؛ زادهٔ ۲۰ مهٔ ۱۹۷۱) بازیکن فوتبال اهل ایتالیا است.
از باشگاه‌هایی که در آن بازی کرده‌است می‌توان به باشگاه فوتبال اینتر میلان، باشگاه فوتبال بولونیا، باشگاه فوتبال کاتانیا، باشگاه فوتبال مونتسا، باشگاه فوتبال تریستیانا، باشگاه فوتبال کومو، و باشگاه فوتبال ناپولی اشاره کرد.